# Martin P:son Nilsson

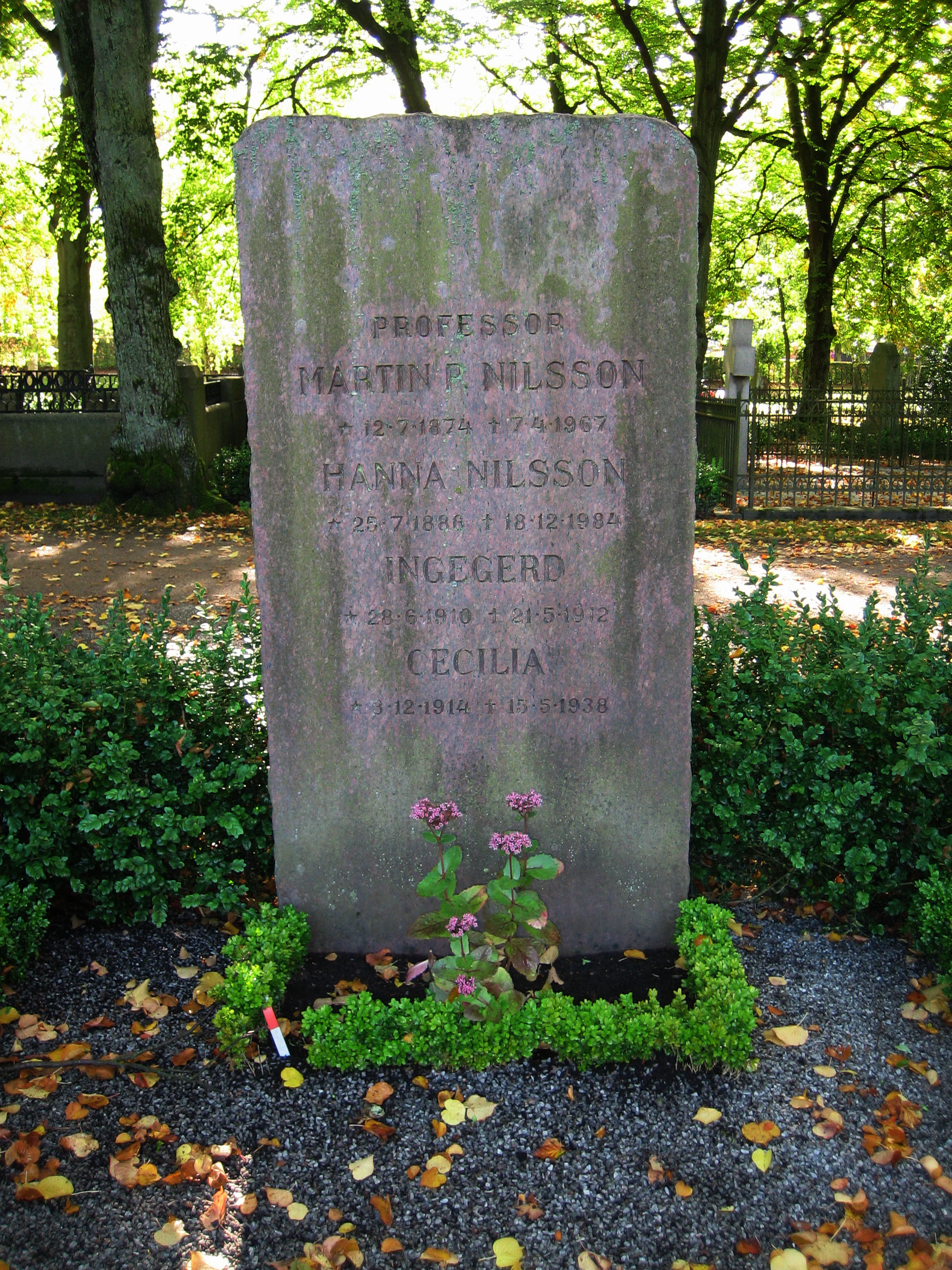
Martin P:son Nilssons gravsten på Norra kyrkogården i Lund.

Nils Martin Persson (P:son) Nilsson, född den 12 juli 1874 i Stoby församling, Kristianstads län, död den 7 april 1967, var en svensk klassisk filolog. .

## Biografi
Han blev filosofie kandidat vid Lunds universitet 1895, filosofie licentiat, filosofie doktor och docent i grekiska språket och litteraturen i Lund 1900 och var professor i klassisk fornkunskap och antikens historia där 1909–1939. Nilsson var rektor för universitetet 1936–1939. Även sönerna blev rektorer (Per 1968–1970 och Nils 1980–1983), tre rectores magnifici i samma familj.
Utomordentlig betydelse fick hans forskning om grekisk religion, där han kartlade både dess ursprung i kretensisk-mykensk religion och inflytande från folklig tro och kult samt utvecklingen under den klassiska tiden och hellenismen. Det centrala sammanfattade verket är Geschichte der griechischen Religion (1-2, 1941-50). En populär framställning av den grekiska gudavärlden finns i Olympen (1-2, 1918-19). Hans förmåga att kombinera religionshistorisk och folkloristisk metod framträder även i Årets folkliga fester (1915).
Nilsson företog studieresor till Tyskland 1897–98, till Italien, Grekland, Mindre Asien, Syrien 1901, 1905, 1907. Han blev 1918 sekreterare i Humanistiska vetenskapssamfundet i Lund, 1920 ledamot av Vitterhets-, historie- och antikvitetsakademien, 1924 korresponderande ledamot av Preussiska vetenskapsakademien i Berlin och 1929 ledamot av Kungliga Vetenskapsakademien, samt Hedersledamot av Vetenskapssocieteten i Lund (HedLVSL)
. Nilsson var även verksam som populärvetenskaplig skribent inom vidsträckta kulturområden.
P:son Nilsson ligger begravd på Norra kyrkogården i Lund.
Han var far till Per och Nils Stjernquist.